# Jeff Tremaine
Jeffrey James "Jeff" Tremaine, född 4 september 1966 i Durham i North Carolina, är en amerikansk film- och TV-regissör, producent och manusförfattare. Han är mest känd för att vara medskapare av MTV-realityserien Jackass, tillsammans med kollegorna Spike Jonze och Johnny Knoxville.
Tremaine är uppvuxen i staden Rockville i delstaten Maryland. Han är sedan år 2007 gift med hustrun Laura Tremaine, som arbetar som podcastare och författare. Paret är bosatta i Los Angeles och har tre barn tillsammans.

## Filmografi (i urval)

### Filmer
- 2002 – Jackass: The Movie
- 2006 – Jackass: Number Two
- 2007 – Jackass: 2.5
- 2010 – Jackass 3D
- 2013 – Jackass: Bad Grandpa
- 2019 – The Dirt
- 2021 – Bad Trip
- 2022 – Jackass Forever

### TV-serier
- 2000–2001 – Jackass (TV-serie)
- 2003 – MTV Movie Awards
- 2003–2006 – Wildboyz (TV-serie)
- 2006–2008 – Rob & Big (TV-serie)
- 2007–2009 – Nitro Circus (TV-serie)
- 2009 – Dancing with the Stars
- 2010 – MTV Europe Music Awards
- 2011 – Ridiculousness (TV-serie) (pågående sändningar)
- 2021 – WWE Smackdown
- 2023 – The Eric Andre Show

### Videospel
- 2007 – Jackass: The Game (röst)

### Musikvideos
- 2002 – "We Want Fun" (Andrew W.K.)
- 2003 – "Sell Your Body (To The Night)" (Turbonegro)
- 2010 – "Memories" (Weezer)